# Anthony Gordon
Anthony Michael Gordon (Liverpool, 24 februari 2001) is een Engels voetballer die doorgaans speelt als vleugelspeler. In januari 2023 verruilde hij Everton voor Newcastle United. Gordon maakte in 2024 zijn debuut in het Engels voetbalelftal.

## Clubcarrière
Gordon begon met voetballen in de jeugdopleiding van Everton, die hij volledig doorliep. Hij maakte zijn debuut op 7 december 2017, in de Europa League tegen Apollon Limassol. Door twee doelpunten van Ademola Lookman en een treffer van Nikola Vlašić werd het duel met 0–3 gewonnen. Gordon begon aan het duel als reservespeler en hij mocht van coach Sam Allardyce twee minuten voor tijd invallen voor Kevin Mirallas. Gordon moest wachten tot december 2019 voor zijn volgende optreden voor Everton, maar kwam daarna ook vaker in de competitie aan spelen toe. Aan het begin van het seizoen 2020/21 verlengde de vleugelspeler zijn verbintenis met de club tot medio 2025. Tijdens de winterse transferperiode van het seizoen 2022/23 nam Newcastle United Gordon over voor een bedrag van circa vijfenveertig miljoen euro.

## Clubstatistieken
| Seizoen | Club                | Competitie     | Competitie | Competitie | Beker | Beker | Internationaal | Internationaal | Totaal | Totaal |
| Seizoen | Club                | Competitie     | Wed.       | Dlp.       | Wed.  | Dlp.  | Wed.           | Dlp.           | Wed.   | Dlp.   |
| ------- | ------------------- | -------------- | ---------- | ---------- | ----- | ----- | -------------- | -------------- | ------ | ------ |
| 2017/18 | Everton             | Premier League | 0          | 0          | 0     | 0     | 1              | 0              | 1      | 0      |
| 2018/19 | Everton             | Premier League | 0          | 0          | 0     | 0     | —              | —              | 0      | 0      |
| 2019/20 | Everton             | Premier League | 11         | 0          | 1     | 0     | —              | —              | 12     | 0      |
| 2020/21 | Everton             | Premier League | 3          | 0          | 4     | 0     | —              | —              | 7      | 0      |
| 2020/21 | → Preston North End | Championship   | 11         | 0          | 0     | 0     | —              | —              | 11     | 0      |
| 2021/22 | Everton             | Premier League | 35         | 4          | 5     | 0     | —              | —              | 40     | 4      |
| 2022/23 | Everton             | Premier League | 16         | 3          | 2     | 0     | —              | —              | 18     | 3      |
| 2022/23 | Newcastle United    | Premier League | 16         | 1          | 0     | 0     | —              | —              | 16     | 1      |
| 2023/24 | Newcastle United    | Premier League | 35         | 11         | 7     | 1     | 6              | 0              | 48     | 12     |
| Totaal  | Totaal              | Totaal         | 127        | 19         | 19    | 1     | 7              | 0              | 153    | 20     |

Bijgewerkt op 18 juli 2024.

## Interlandcarrière
Gordon maakte zijn debuut in het Engels voetbalelftal op 23 maart 2024, toen een vriendschappelijke wedstrijd tegen Brazilië met 1–0 verloren werd door een doelpunt van Endrick. Gordon mocht van bondscoach Gareth Southgate in de basisopstelling beginnen en hij werd een kwartier voor het einde van de reguliere speeltijd naar de kant gehaald ten faveure van Marcus Rashford. De andere Engelse debutanten dit duel waren Ezri Konsa (Aston Villa) en Kobbie Mainoo (Manchester United).
In mei 2024 werd Gordon door Southgate opgenomen in de voorselectie voor het EK 2024 in Duitsland. Hij werd vervolgens op 6 juni 2024 opgenomen in de definitieve selectie. Engeland werd eerste in de groepsfase na een overwinning op Servië (0–1) en gelijke spelen tegen Denemarken (1–1) en Slovenië (0–0) en schakelde daarna achtereenvolgens Slowakije (2–1, na verlenging), Zwitserland (1–1, 5–3 na strafschoppen) en Nederland (1–2) uit om de finale te bereiken. Deze werd met 2–1 verloren van Spanje. Gordon kwam op het toernooi alleen tegen Slovenië als invaller in actie. Zijn toenmalige clubgenoten Fabian Schär (Zwitserland), Kieran Trippier (eveneens Engeland) en Martin Dúbravka (Slowakije) waren ook actief op het EK.
| Interlands van Anthony Gordon voor Engeland | Interlands van Anthony Gordon voor Engeland | Interlands van Anthony Gordon voor Engeland | Interlands van Anthony Gordon voor Engeland | Interlands van Anthony Gordon voor Engeland | Interlands van Anthony Gordon voor Engeland | Interlands van Anthony Gordon voor Engeland |
| №                                           | Datum                                       | Wedstrijd                                   | Uitslag                                     | Competitie                                  | Goals                                       |                                             |
| Als speler bij Newcastle United             | Als speler bij Newcastle United             | Als speler bij Newcastle United             | Als speler bij Newcastle United             | Als speler bij Newcastle United             | Als speler bij Newcastle United             | Als speler bij Newcastle United             |
| ------------------------------------------- | ------------------------------------------- | ------------------------------------------- | ------------------------------------------- | ------------------------------------------- | ------------------------------------------- | ------------------------------------------- |
| 1                                           | 23 maart 2024                               | Engeland – Brazilië                         | 0 – 1                                       | Vriendschappelijk                           |                                             |                                             |
| 2                                           | 26 maart 2024                               | Engeland – België                           | 2 – 2                                       | Vriendschappelijk                           |                                             |                                             |
| 3                                           | 7 juni 2024                                 | Engeland – IJsland                          | 0 – 1                                       | Vriendschappelijk                           |                                             |                                             |
| 4                                           | 25 juni 2024                                | Engeland – Slovenië                         | 0 – 0                                       | EK 2024                                     |                                             |                                             |

Bijgewerkt op 18 juli 2024.